# Silent Hill (película)
Silent Hill (titulada: Terror en Silent Hill en Hispanoamérica) es una película de terror sobrenatural de 2006 dirigida por Christophe Gans y escrita por Roger Avary, basada en la serie de videojuegos del mismo nombre publicada por Konami. La primera entrega de la saga cinematográfica Silent Hill, protagonizada por Radha Mitchell, Sean Bean, Laurie Holden, Deborah Kara Unger, Kim Coates, Tanya Allen, Alice Krige y Jodelle Ferland. La trama sigue a Rose da Silva, quien lleva a su hija adoptiva, Sharon, al pueblo de Silent Hill, por quien Sharon llora mientras camina dormida. Rose sufre un accidente de coche cerca del pueblo y al despertar descubre que Sharon ha desaparecido. Mientras busca a su hija, lucha contra una secta local y comienza a descubrir la conexión de Sharon con el oscuro pasado del pueblo.
Tras cinco años intentando conseguir los derechos cinematográficos de Silent Hill, Gans envió una entrevista en vídeo a Konami explicando sus planes para adaptarlo y la importancia que los juegos tenían para él. Konami le concedió los derechos cinematográficos, y él y Avary comenzaron a trabajar en el guion en 2004. Avary se inspiró en Centralia, Pensilvania, para crear el pueblo. La fotografía principal comenzó en abril de 2005 y duró tres meses, con un presupuesto estimado de 50 millones de dólares. Se rodó en estudios de sonido y en exteriores de Ontario, Canadá. La mayoría de los monstruos que se encontraron fueron interpretados por bailarines profesionales, mientras que una minoría se creó con efectos especiales generados por computadora.
Silent Hill se estrenó en cines en Canadá el 21 de abril de 2006 por Alliance Atlantis y en Francia el 26 de abril por Metropolitan Filmexport, recaudando 100,6 millones de dólares en todo el mundo. La película recibió críticas generalmente negativas de los críticos tras su estreno, aunque las reseñas retrospectivas han sido más favorables. Una secuela, titulada Silent Hill: Revelation, se estrenó en octubre de 2012, mientras que una tercera película, Return to Silent Hill, está en posproducción, con Gans regresando como guionista y director.

## Argumento
Sharon Da Silva (interpretada por Jodelle Ferland) es la hijastra del matrimonio entre Rose (interpretada por Radha Mitchell) y Christopher (interpretado por Sean Bean) quienes frecuentemente tienen que lidiar con los episodios de sonambulismo de la niña quien se despierta en medio de pesadillas y gritando el nombre de un pueblo fantasma conocido como Silent Hill. Creyendo que la presencia de su hijastra en el pueblo podría ayudarla a aclarar su problema, Rose se lleva a Sharon al pueblo aun en contra de las protestas de Christopher quien cancela las tarjetas de crédito para frenar el viaje. Antes de llegar al pueblo Rose es detenida en el camino por la oficial Cybil Bennet (interpretada por Laurie Holden) que sospecha de sus intenciones, Rose impulsivamente acelera el auto en dirección a Silent Hill, lo que provoca un accidente cuando, en medio del camino, aparece cruzando la figura de una niña hacia uno de los lados del camino.
Para cuando Rose recobra la consciencia, descubre que Sharon está desaparecida y se encuentra al pie de la entrada a Silent Hill, un pueblo pequeño cubierto de una espesa niebla y donde llueve ceniza. Rose quiere localizar a Sharon hasta que se adentra a un callejón. Mientras escucha una alarma al adentrase al lugar, es atacada por unos seres similares a unos niños carbonizados que la acorralan hasta que Rose se desmaya. Como no encuentra rastro de Sharon, Rose se topa con una misteriosa mujer vestida de harapos y con una apariencia demacrada llamada Dahlia Gillespie (Deborah Kara Unger) quien habla en clave y la agrede cuando le muestra una fotografía de Sharon, asegurando que la niña es de su propiedad. Rose se apresura al auto buscando comunicarse con su marido, solo para ser aprendida por Bennet, quien la esposa y se dispone a arrestar bajo la sospecha de haber secuestrado a Sharon. De pronto, las dos son atacadas por una criatura que le arroja un ácido a Bennet, lo que le da la oportunidad a Rose de escapar.
Mientras tanto, un preocupado Christopher decide viajar hasta Silent Hill cuando su esposa no le responde sus mensajes, solo para descubrir por parte del oficial Thomas Gucci que ambas están desaparecidas tras sufrir un accidente automovilístico. Con el apoyo de Gucci, ambos recorren las ruinas del pueblo, el cual fue abandonado debido a un incendio que dispersó un vapor tóxico volviendo el lugar inhabitable. Durante la búsqueda, Christopher percibe brevemente el perfume de su esposa quien se encuentra en el mismo lugar que él pero en otra dimensión.
En Silent Hill Rose, se refugia en una escuela primaria, donde ve la silueta de una niña a quien sigue hasta un baño donde encuentra, dentro de un cadáver, una pista sobre un hotel. Cuando se dispone a irse, encuentra a unos hombres uniformados de quienes se refugia. La dimensión del pueblo vuelve a cambiar, lo que trae consigo a una criatura con una pirámide por cabeza junto a una horda de voraces insectos que masacran a los hombres. Bennet encuentra a Rose y se refugia con ella en un cuarto donde se enfrentan a "Cabeza de Pirámide". Tras el cambio de la dimensión, Rose le explica a Bennet que quiere buscar a su hija en un hotel; ambas llegan a un edificio donde encuentran a una mujer llamada Anna apedreando a Dahlia por considerarla una blasfema y, con quien más tarde, exploran el lugar en busca de Sharon. Rose vuelve a avistar a una niña a quien sigue por las ruinas de una sala y descubre que es idéntica a su desaparecida hijastra.
Como Christopher cree que el oficial le oculta información, decide conseguir respuestas al robar los archivos del pueblo y posteriormente investiga sobre Sharon en el mismo orfanato en donde se crio. Gucci rastrea a Christopher para revelarle que ha infringido varias leyes, pero está dispuesto a dejarlo ir con tal de que deje de investigar y espere a que las autoridades encuentren a Rose y Sharon.
La alarma vuelve a sonar y Anna advierte que es señal de que la oscuridad envolverá el pueblo de nuevo. Las tres se apresuran a entrar en una iglesia, donde el resto de los habitantes del pueblo se refugian, en contra de las advertencias de Dahlia, quien sugiere que todos están condenados. Rose se detiene un momento para hablar con ella sobre su hija fallecida Alessa, la dimensión vuelve a cambiar lo que fuerza a Rose y a Cybil a entrar en la iglesia, mientras que "Cabeza de Pirámide" atrapa y asesina a Anna. Dentro de la iglesia, Rose y Cybil descubren a los habitantes de Silent Hill, ahora miembros de un culto religioso liderado por Christabella (Alice Krige) que sobreviven al ser capaces de repeler la oscuridad con el poder de su fe. Rose convence a Christabella de que su intención es encontrar a su hija aunque, para hacerlo, tiene que localizar a un demonio que reside en el sótano del hospital. Antes de permitirles a Rose y Cybil bajar al sótano, Christabella ve sin querer la foto de Sharon, acusa a las dos de ser brujas y ordena a los hombres que la acompañan a lincharlas. Cybil se sacrifica por Rose, al darle la oportunidad de abordar el ascensor y continuar su búsqueda a costa de ser atrapada por Christabella.
En el sótano, Rose se abre paso por una horda de criaturas similares a enfermeras, a quienes elude gracias a que se sienten atraídas por la luz de su linterna. Al cruzar por una habitación, Rose es recompensada por el demonio (en realidad una versión oscura de Alessa) con la verdad del origen de la condición actual del pueblo. En 1974, Christabella y su culto de fanáticos religiosos inmolaron a Alessa Gillespie, la hija de Dahlia, quien era acusada de ser una bruja, presumiblemente por nacer fuera de un matrimonio. La crueldad de lo que le hicieron condujo a Alessa a crear un pacto con un demonio que le prometió venganza contra los que la hirieron, sumergiendo a Silent Hill en una dimensión de óxido y decadencia. Esa Alessa oscura le comenta a Rose que no puede atacar directamente a Christabella y su culto por su fe ciega y que, con su ayuda, podrán consumar la venganza de la Alessa original, que ahora es una adulta y ha esperado pacientemente su oportunidad. También le revelan a Rose que Sharon es la parte bondadosa de Alessa que fue dejada en un orfanato antes de ser adoptada por los Da Silva.
Gracias a que Rose acepta ayudar a Alessa, regresa a la iglesia donde confronta a Christabella y el resto del culto para impedir que purifiquen a Sharon, pero no llega antes de que incineren a Cybil. Christabella apuñala a Rose, esperando asesinarla por recordarles el crimen contra Alessa; Rose sobrevive al ataque porque permitió que la Alessa oscura la poseyera, logrando introducir en la iglesia a la verdadera Alessa que comienza una matanza contra los fanáticos usando alambres de púas contra ellos. Rose desata a Sharon y la protege conforme Alessa elimina al resto del culto incluyendo a Christabella. A la mañana siguiente, Rose se prepara para irse junto a Sharon, una confundida Dahlia se cuestiona porque fue perdonada por su hija, a lo que Rose le responde que es porque sigue siendo su madre y que "Una madre es dios ante los ojos de su hijo". Ella junto a su hija dejan Silent Hill y llegan hasta su hogar, pero siguen de alguna manera en la dimensión de la niebla mientras que Sharon ahora se comporta de forma más seria, implicándose que podría haberse fusionado con Alessa.

## Reparto
- Radha Mitchell como Rose Da Silva, la madre desesperada que busca una cura para el sonambulismo y las pesadillas de su hija Sharon. El director Christophe Gans dijo que elegir a la protagonista del filme «es una cuestión de sentimiento. Si juegas Silent Hill, sabes que cada personaje tiene una cualidad poética muy especial. Los hay tanto retorcidos como sofisticados. Nosotros tratamos de tomar eso en consideración cuando elegimos el reparto de este filme».

- Sean Bean como Christopher Da Silva, el padre de Sharon y esposo de Rose, quien se opone a la decisión de su esposa de buscar respuestas en Silent Hill, pero acaba yendo en su búsqueda al haber desaparecido.

- Jodelle Ferland como Sharon Da Silva, la hija adoptada y afligida de Rose y Christopher, y Alessa Gillespie, la hija atormentada de Dahlia, quien fue quemada viva por el culto de Silent Hill. Ferland también interpreta al personaje Alessa Oscura. Gans vio a Ferland como «la actriz ideal» después de ver el programa de televisión Kingdom Hospital, y la audición de Ferland para la película de Terry Gilliam Tideland.

- Laurie Holden como Cybil Bennett, la oficial de policía de la ciudad de Brahms, quien sospecha de Rose y la sigue hacia Silent Hill. Gans eligió a Holden después de verla en The Majestic. Gans declaró: «En The Majestic, ella era bellamente femenina, y yo la elegí para poder mostrar su otro lado, y poder hacerla fuerte y lustrosa. Laurie en la pantalla es, para mí, una imagen perfecta de manga que ha cobrado vida».

- Deborah Kara Unger como Dahlia Gillespie, la madre de Alessa, quien recorre la dimensión de niebla de Silent Hill después de dejar que el culto sacrificara a su hija. El personaje es completamente opuesto a su equivalente en el videojuego Silent Hill.

- Tanya Allen como Anna, una fanática, miembro del culto de Silent Hill, que vaga por las calles del pueblo.

- Kim Coates como el oficial Thomas Gucci, un policía con buen corazón pero endurecido por sus experiencias en Silent Hill.

- Alice Krige como Christabella, la líder del culto de Silent Hill. Para prepararse para su rol, Krige leyó el libro The end of days de Erna Paris, un libro sobre la tiranía durante la inquisición española.

## Producción
El director Christopher Gans estuvo cinco años intentando obtener los derechos de Konami para una película de Silent Hill. Gans envió una entrevista en vídeo a Konami explicando sus planes de adaptar Silent Hill y cuán importantes son los juegos de la serie para él. Esto impresionó a Konami y le fueron otorgados los derechos. Konami Japan y Team Silent, el equipo de desarrollo responsable por los títulos de Silent Hill en ese entonces, se involucraron con la producción del filme desde la preproducción hasta a posproducción. En 2004, Gans y Roger Avary empezaron a escribir el libreto, con la intención de hacer la primera película en una serie de filmes de Silent Hill.

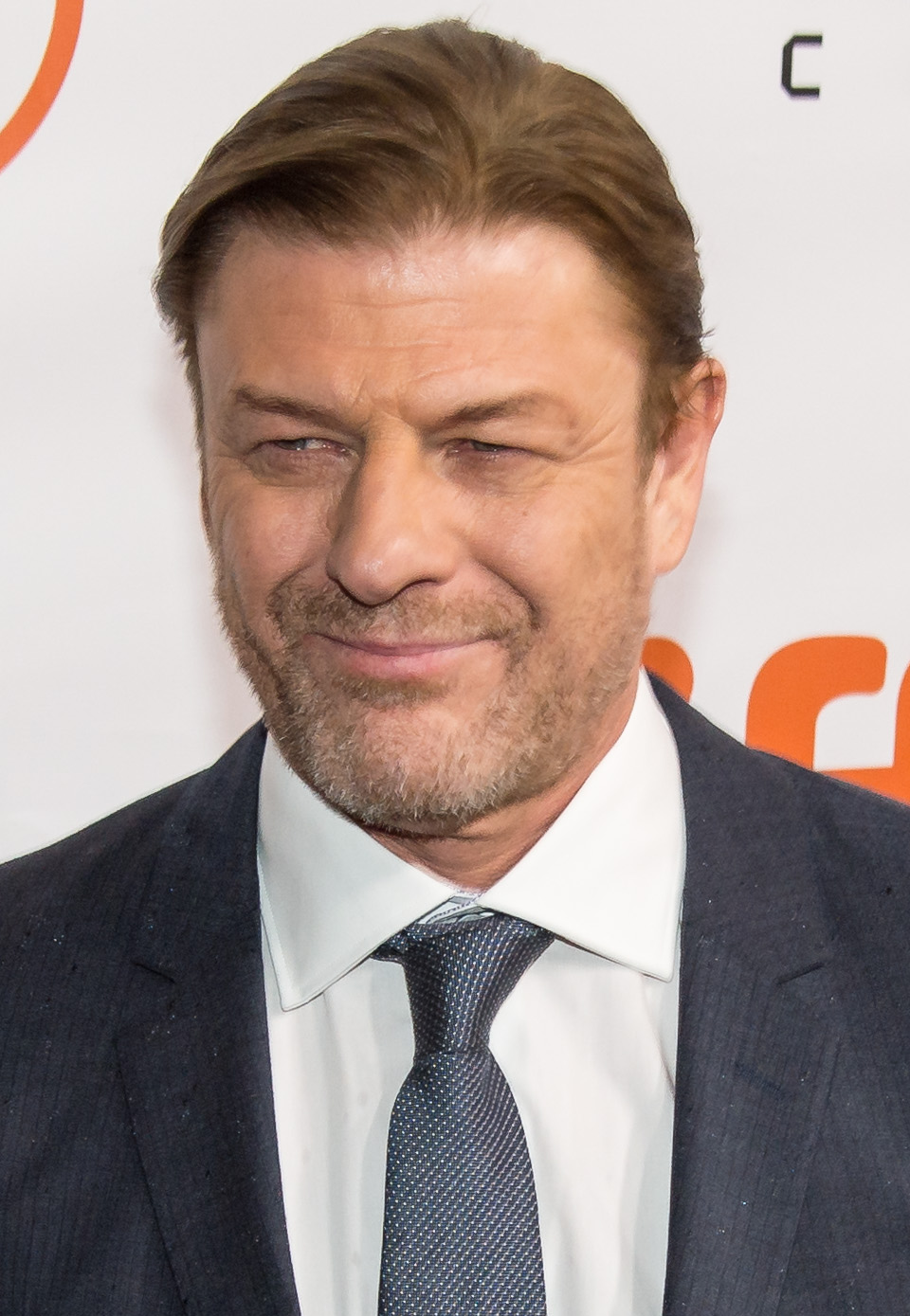
Sean Bean interpreta a Christopher Da Silva.

El escritor Roger Avary dijo que cuando era niño, su padre, un ingeniero de minas, solía contarle historias sobre el pueblo de Centralia, Pensilvania, en Estados Unidos, donde los depósitos de carbón de una mina local se incendiaron, lanzaron gases tóxicos hacia el pueblo y creaban agujeros en la tierra donde las galerías de la mina empezaban a desplomarse. Esto obligó a la mayoría de habitantes del pueblo a evacuarlo indefinidamente. Avary estaba fascinado por la idea de tener un incendio debajo de un pueblo ardiendo por tanto tiempo, y la historia de Centralia sirvió como base para el pueblo de Silent Hill en la película. Una vez completado el libreto, Gans y Avary recibieron un memorando del estudio expresando preocupación por la falta de un protagonista masculino, pues la historia original tenía un reparto casi exclusivamente femenino. Gans y Avary añadieron el personaje de Christopher (con el mismo nombre de pila de Gans) con su historia secundaria, y el libreto fue aprobado.
El filme se empezó a desarrollar el 19 de septiembre de 2003, y fue filmado en Brantford, Ontario, y Hamilton, Ontario. También fue filmado en escenarios de Toronto, Ontario, en 2005 y en la localidad de Alma College (St. Thomas). La película se considera una coproducción de Francia, Canadá y Japón. El estudio estadounidense Sony Pictures compró los derechos de distribución por $14 millones de dólares para Estados Unidos y Latinoamérica, donde el filme fue distribuido por su subsidiario TriStar.
Para mantener la atmósfera de los juegos, Gans hizo volar al compositor del Silent Hill original, Akira Yamaoka, al set de filmación varias veces. Gans también tenía una televisión de 40 pulgadas en el set, en la cual conectaba una PlayStation 2 y jugaba al Silent Hill original para que los actores y cinematógrafos pudieran ver cómo Gans quería emular varios ángulos de cámara y movimientos.
Silent Hill se filmó en el formato súper 35, con la excepción de las escenas en oscuridad, que fueron filmadas en alta definición para poder capturar la luz de forma nítida y manipularla digitalmente en posproducción. El filme contiene alrededor de 107 sets diferentes, usados específicamente para representar las versiones distintas del pueblo. Las criaturas bípedas en la película fueron interpretadas por actores y bailarines profesionales cubiertos de látex y maquillaje. Después de la filmación, en la película se utilizaron más de 619 efectos visuales, principalmente para la niebla que cubre el pueblo, las transiciones al mundo de oscuridad y los insectos que rodean al monstruo Pyramid Head. Algunas criaturas también se retocaron en posproducción con efectos generados por ordenador, como las quemaduras de los «niños grises», los cambios de tamaño en las piernas de la criatura «sin brazos», la enfermedad que «el conserje» esparce y el alambre de espino de Alessa. Sin embargo, la mayoría de cosas que se ven en el filme existieron físicamente durante la producción.
El presupuesto de la película provocó que algunas escenas fueran escritas nuevamente. El encuentro con el personaje de Anna originalmente la mostraba atacada por una criatura sin brazos y siendo salvada por Cybil y Rose. Debido al presupuesto, la escena fue simplificada y escrita otra vez. También, Gans declaró que su visión original para el final del filme era hacer que seis Pyramid Heads aparecieran dentro de la iglesia, cada una con un arma diferente, y masacrando a los miembros del culto en referencia al Infierno de Dante. Cuando surgieron problemas con el presupuesto, creó un nuevo final con alambres de espino asesinando al culto, inspirado por el anime erótico Urotsukidōji: la leyenda del señor del mal.
Christophe Gans describe el concepto de la conexión del pueblo con la niña Alessa y el culto como «un pueblo de gente atrapado en sueños oscuros, y ella inflige al pueblo lo que esas personas hicieron a su cuerpo. Eso es, para mí, el significado de la oscuridad. La apariencia del pueblo está corrompida del mismo modo en que su propia carne fue mutilada. Es interesante porque el pueblo es un espejo para esta psicología fragmentada o distintas dimensiones, diferentes dobles de la misma persona».
Sobre las criaturas de Silent Hill, Gans afirma que «estos monstruos están condenados, con la dirección poética del término: son un poco como los fantasmas japoneses, es decir, residuos de sentimientos olvidados tan fuertes como el odio o la culpa. Los monstruos en el juego no son realmente monstruos, sino una mofa de los seres humanos. Los monstruos verdaderos son la gente, los miembros del culto que torturaron a Alessa. Cuando me aproximé al filme, sabía que era imposible representar a los monstruos simplemente como bestias que saltan sobre ti».

## Recepción

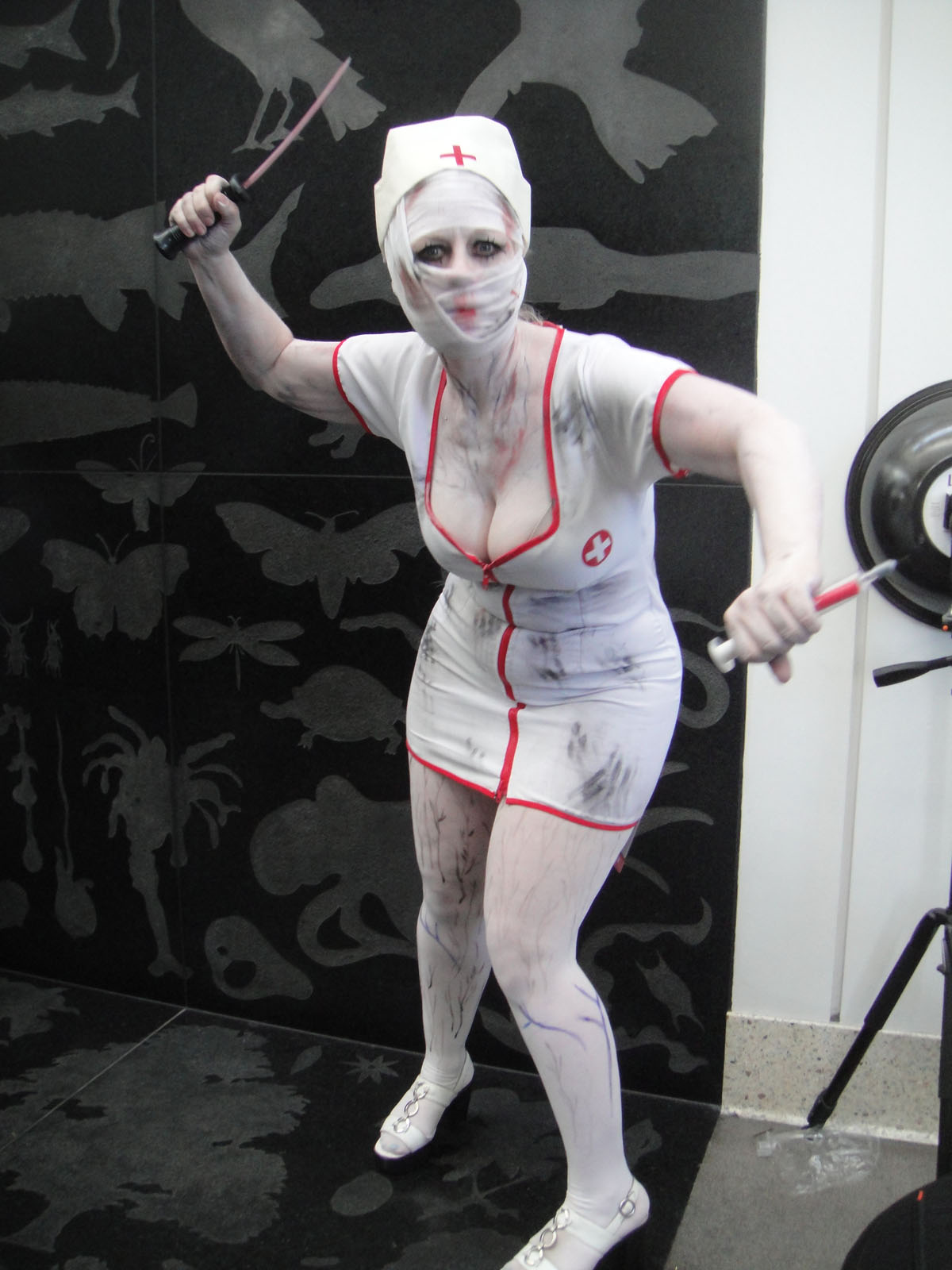
Cosplayer de una extra de la película durante el Anime Expo de 2012

El distribuidor de Silent Hill no dio exhibiciones para críticos, y por consiguiente ninguna reseña pudo imprimirse hasta después del estreno de la película. La media de calificaciones en Metacritic es de 30 sobre 100. Rotten Tomatoes muestra un rango de 30%, con un 0% de críticos profesionales Cream of the Crop.
James Berardinelli, de ReelViews, le dio al filme una crítica poco positiva, dándole 2 estrellas y media sobre cuatro. Berardinelli dijo que «el filme es demasiado largo, con muchas escenas innecesarias» y que «parte de la película parece mostrar a la protagonista corriendo sin razón», pero añadió que el filme «se ve muy bien» y que «da algunos momentos espeluznantes y ofrece una buena conclusión ambigua». Rogert Ebert, del periódico Chicago Sun-Times, le dio a Silent Hill una estrella y media sobre cuatro, diciendo que «es un filme con una apariencia increíblemente buena», pero dijo que «no entendió el argumento» y criticó cómo «a través de toda la película, los personajes pausan para ofrecer historia de fondo y perspectivas históricas y pensamientos metafísicos y orientaciones ocultistas».
Don R. Lewis, de Film Threat, alabó el aspecto visual de la película, pero dijo que «este filme completo es sencillamente confuso y no de forma intrigante», diciendo que es «la película mala con mejor apariencia que jamás haya visto». Owen Gleiberman, de Entertainment Weekly, le dio al filme una calificación D+, diciendo que «algunas de las imágenes sobresaltan, pero Silent Hill paraliza por su vaguedad».
Dennis Harvey, de Variety, dijo que «un interés mayor al promedio se genera por un tiempo gracias al paquete visual del filme, pero, al final, Silent Hill se degenera en una reproducción fuera de proporción de todas esas historias de la The Twilight Zone y Stephen King, en las cuales los forasteros tropiezan con un lugar fuera del espacio-tiempo del cual no hay escapatoria». Nathan Lee, de New York Times, dijo: «Empieza como una búsqueda, se desarrolla como el misterio de un pueblo fantasma, degenera en un absurdo cuento de escarmiento sobre la brujería y el fundamentalismo religioso y concluye como la escandalosa y crispada fantasía de un nerd de películas obsesionado con el terror, a quien se le han dado cantidades obscenas de dinero para adaptar un videojuego».
Silent Hill se estrenó en 2932 salas de cine y recaudó $20 millones en Estados Unidos, llegando al número uno en su fin de semana de estreno. Hasta el 3 de enero de 2007, la película recaudó $97 millones de dólares a nivel mundial.
El videojuego de Double Helix Games de 2008, Silent Hill: Homecoming, incorpora varios elementos de la película, como la ceniza, el símbolo del culto, la iglesia con alambre de púas y el diseño de varias criaturas de Silent Hill.

## Secuela
Se ha confirmado por el director Christophe Gans que una secuela de la película ha sido «encargada oficialmente y va por el buen camino».
El 24 de diciembre de 2006, en una entrevista en dvdrama.com, el director y guionista Christophe Gans ha anunciado que Sony ha encargado oficialmente otra entrega de Silent Hill. Gans también declaró que le gustaría volver a la franquicia, si su compromiso con Onimusha no impide que participe. En el caso de que Gans no esté disponible para dirigir la película, personalmente recomendó que esté a cargo otro director europeo, de preferencia un colega francés. Gans también confirmó que Roger Avary volverá a escribir el guion. Una traducción al inglés de la entrevista a Gans se encuentra en GameSpot.
En abril de 2007 el productor Don Carmody declaró que el guion poco a poco se está desarrollando, y que «Gans está muy fuertemente involucrado en otro proyecto en este momento», y probablemente no volverá como director. Gans ha declarado que va a estar cerca de la producción de la película, independientemente de su estatus como director. Se confirma que la secuela va a mantener el aspecto visual de la primera película.
En julio de 2007 Avary dijo que no participaría en Silent Hill 2 porque Gans tampoco. La continuación seguirá en desarrollo sin Avary ni Gans.
El 12 de mayo de 2009 Sony Pictures registró el dominio silenthill2.net.
El 15 de septiembre de 2009 Sony Pictures anunció que Roger Avary y Samuel Hadida firmaron oficialmente para trabajar en el proyecto, y que Silent Hill 2 se comenzará a filmar el próximo año, después de la filmación de Resident Evil: Afterlife.
La producción de Silent Hill 2 podría retrasarse porque Roger Avary fue condenado a un año de prisión en Estados Unidos.
Según el productor Don Carmody, la secuela será más accesible al público aunque peor de ir al cine, al comentar que "Silent Hill no es un juego de gran éxito como Resident Evil o los juegos que hay por ahí. Es un juego de los conocedores. Tiene su propia base, sus seguidores. No son baratas, estas cosas. Hay que recurrir no sólo a los jugadores, hay que atraer a un público más amplio."
Carmody también señaló que la película se establecerá "años después" con el personaje principal "mucho mayor".
El 5 de mayo de 2010, Carmody dijo que el rodaje se espera que comience en finales de primavera en Toronto.
En agosto de 2010, Carmody dijo que la secuela se había "estancado" debido al encarcelamiento de Avary, pero que todavía quiere hacer Silent Hill 2 y tiene un esquema básico para ello.
Para principios de noviembre de 2010 se oficializa el nombre de la secuela como Silent Hill: Revelación, con soporte para el formato de 3D, guion y dirección de Michael J. Basset y una historia que seguiría la del videojuego Silent Hill 3 con Heather Mason como protagonista.
El remake terminó por estrenarse en octubre de 2012 con el nombre anunciado en 2010, Silent Hill: Revelation 3D. 
En 2024 se anunció el rodaje de la tercera película de la saga, que se llamará Return to Silent Hill, nuevamente bajo la dirección de Chistophe Gans.